# Epidaur

Epidaur se află la sud-est de Delphi

Epidaur (Epidauros) (greacă Επίδαυρος) a fost un mic oraș (polis) în Grecia antică, în Golful Saronic.

## Istoric
Epidaur era independent de Argos și a fost inclus în Argolis doar în perioada romanilor. Cu dependențele sale a format un mic teritoriu numit Epidauria. Considerat a fi locul de naștere al fiului lui Apollo, Asclepios vindecătorul, Epidaur era cunoscut pentru sanctuarul său situat la în jur de 7 km de oraș, precum și pentru teatrul antic, care funcționează și astăzi.
Cultul lui Asklepios la Epidaur este atestat în secolul al VI-lea î.C. când sanctuarul de pe colină al lui Apollo Maleatas nu mai era destul de spațios. 

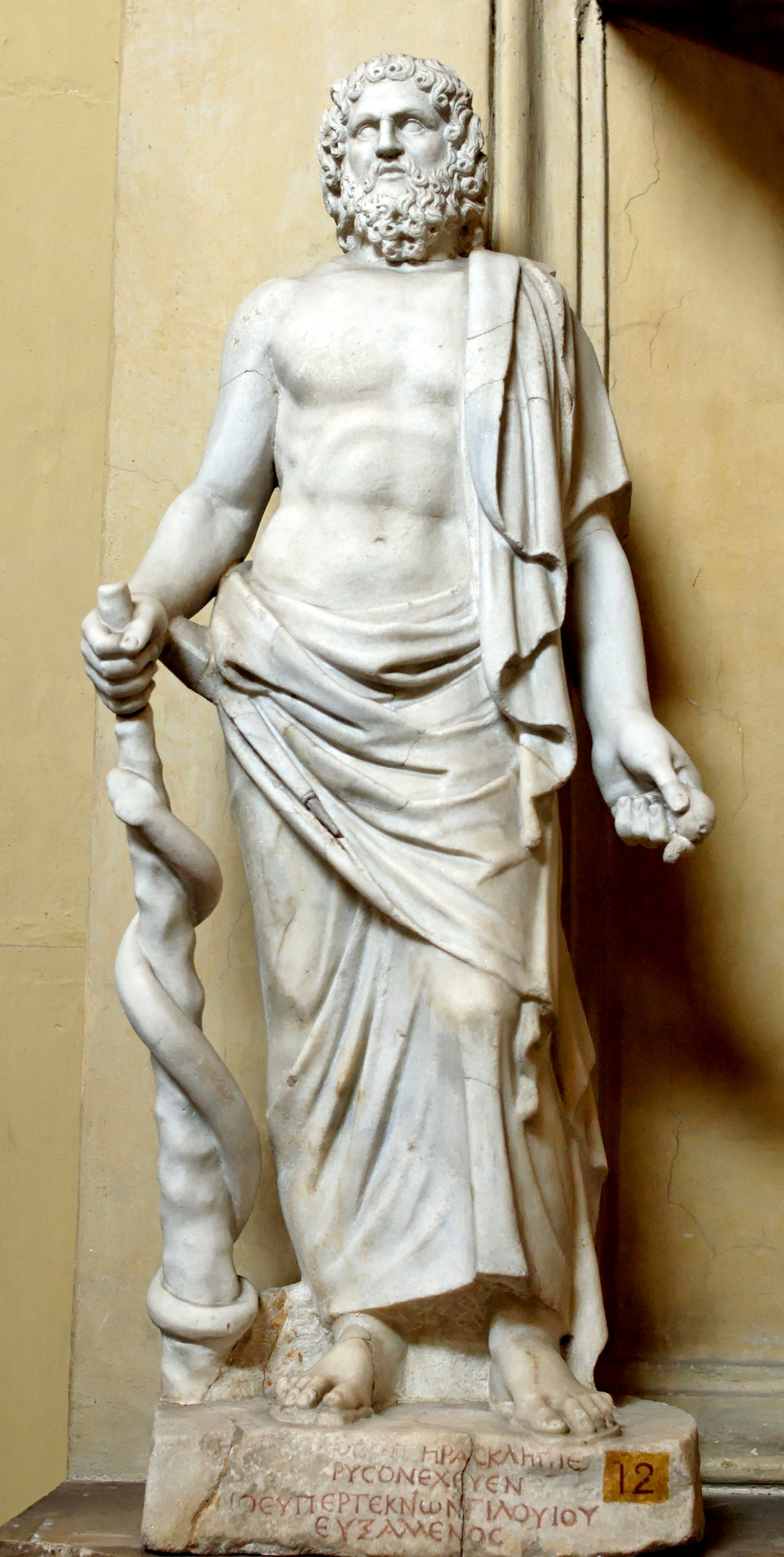
Asclepios (Esculap) - Zeul vindecător

Asclepieionul de la Epidaur era cel mai celebru centru de vindecare din lumea clasică, locul în care persoanele bolnave mergeau în speranța de a se vindeca. Pentru a-și găsi leacul potrivit pentru boala lor, își petreceau o noapte în enkoimitiria, o hală imensă pentru dormit. În vis, zeul le dădea sfaturi pentru a-și recâștiga sănătatea. Există și câteva izvoare minerale în vecinătate, care s-ar putea să fi fost folosite în procesul de vindecare.
Vechiul oraș Epidaur a fost înscris în anul 1988 pe lista patrimoniului cultural mondial UNESCO.